# Diphyscium
Diphyscium là một chi rêu trong họ Buxbaumiaceae.
Có 15 loài trong chi Diphyscium. Tuy nhiên, 2 trong số này ở Đông Nam Á được đây được xếp vào chi Theriotia, và 1 loài ở Chile trước đây được tách ra từ chi Muscoflorschuetzia. Năm 2003, Magombo đã đề xuất phân loại lại 15 loài này vào 1 chi Diphyscium.